# Mezio
Mezio é uma povoação portuguesa do município de Castro Daire que foi sede do extinta freguesia homónima, que tinha 12,12 km² de área e 484 habitantes (2011), e, por isso, uma densidade populacional de 39,9 hab/km².
A freguesia de Mezio foi extinta em 2013, no âmbito de uma reforma administrativa nacional, tendo sido agregada à freguesia de Moura Morta para formar uma nova freguesia denominada União das Freguesias de Mezio e Moura Morta da qual é a sede.
Mezio foi vila e sede de concelho até ao início do século XIX. Este era constituído por uma única freguesia e tinha, em 1801, 699 habitantes.

## População
| População da freguesia de Mezio | População da freguesia de Mezio | População da freguesia de Mezio | População da freguesia de Mezio | População da freguesia de Mezio | População da freguesia de Mezio | População da freguesia de Mezio | População da freguesia de Mezio | População da freguesia de Mezio | População da freguesia de Mezio | População da freguesia de Mezio | População da freguesia de Mezio | População da freguesia de Mezio | População da freguesia de Mezio | População da freguesia de Mezio |
| ------------------------------- | ------------------------------- | ------------------------------- | ------------------------------- | ------------------------------- | ------------------------------- | ------------------------------- | ------------------------------- | ------------------------------- | ------------------------------- | ------------------------------- | ------------------------------- | ------------------------------- | ------------------------------- | ------------------------------- |
| 1864                            | 1878                            | 1890                            | 1900                            | 1911                            | 1920                            | 1930                            | 1940                            | 1950                            | 1960                            | 1970                            | 1981                            | 1991                            | 2001                            | 2011                            |
| 537                             | 562                             | 572                             | 587                             | 683                             | 712                             | 666                             | 773                             | 825                             | 645                             | 629                             | 545                             | 532                             | 521                             | 484                             |

| Distribuição da População por Grupos Etários | Distribuição da População por Grupos Etários | Distribuição da População por Grupos Etários | Distribuição da População por Grupos Etários | Distribuição da População por Grupos Etários | Distribuição da População por Grupos Etários | Distribuição da População por Grupos Etários | Distribuição da População por Grupos Etários | Distribuição da População por Grupos Etários | Distribuição da População por Grupos Etários |
| -------------------------------------------- | -------------------------------------------- | -------------------------------------------- | -------------------------------------------- | -------------------------------------------- | -------------------------------------------- | -------------------------------------------- | -------------------------------------------- | -------------------------------------------- | -------------------------------------------- |
| Ano                                          | 0-14 Anos                                    | 15-24 Anos                                   | 25-64 Anos                                   | > 65 Anos                                    |                                              | 0-14 Anos                                    | 15-24 Anos                                   | 25-64 Anos                                   | > 65 Anos                                    |
| 2001                                         | 107                                          | 92                                           | 242                                          | 80                                           |                                              | 20,5%                                        | 17,7%                                        | 46,4%                                        | 15,4%                                        |
| 2011                                         | 86                                           | 73                                           | 233                                          | 92                                           |                                              | 17,8%                                        | 15,1%                                        | 48,1%                                        | 19,0%                                        |

Média do País no censo de 2001:  0/14 Anos-16,0%; 15/24 Anos-14,3%; 25/64 Anos-53,4%; 65 e mais Anos-16,4%
Média do País no censo de 2011:   0/14 Anos-14,9%; 15/24 Anos-10,9%; 25/64 Anos-55,2%; 65 e mais Anos-19,0%